# Höllentalspitzen
Die Höllentalspitzen sind drei Gipfel im Wettersteingebirge bei Garmisch-Partenkirchen. Sie erheben sich aus dem Blassenkamm genannten Grat, der von der Zugspitze gegen Osten zieht und das Höllental im Norden vom Reintal im Süden trennt. Der Zugspitze am nächsten liegt die Innere Höllentalspitze (⊙ 2741 m), gefolgt von der Mittleren Höllentalspitze (⊙ 2743 m) und der Äußeren Höllentalspitze (⊙ 2720 m).
Die Gipfel sind nur durch versierte Alpinisten erreichbar. In der Regel werden sie bei einer Begehung des Jubiläumsgrates überschritten. Der „Jubigrat“ bezeichnet in Bergsteigerkreisen den Übergang von der Zugspitze über Höllentalspitzen und Vollkarspitze zur Grießkarscharte und weiter zur Alpspitze und erfordert die sichere Beherrschung des dritten Schwierigkeitsgrades der UIAA-Skala. Diese lange Überschreitung kann nur über den ebenfalls schwierigen Brunntalgrat, der in Gipfelnähe der Inneren Höllentalspitze nach Süden abzweigt, zur Knorrhütte im Reintal abgebrochen werden. Zwischen der Mittleren und der Äußeren Höllentalspitze befindet sich die Höllentalgrathütte, eine unbewirtschaftete kleine Biwakschachtel für Notfälle.

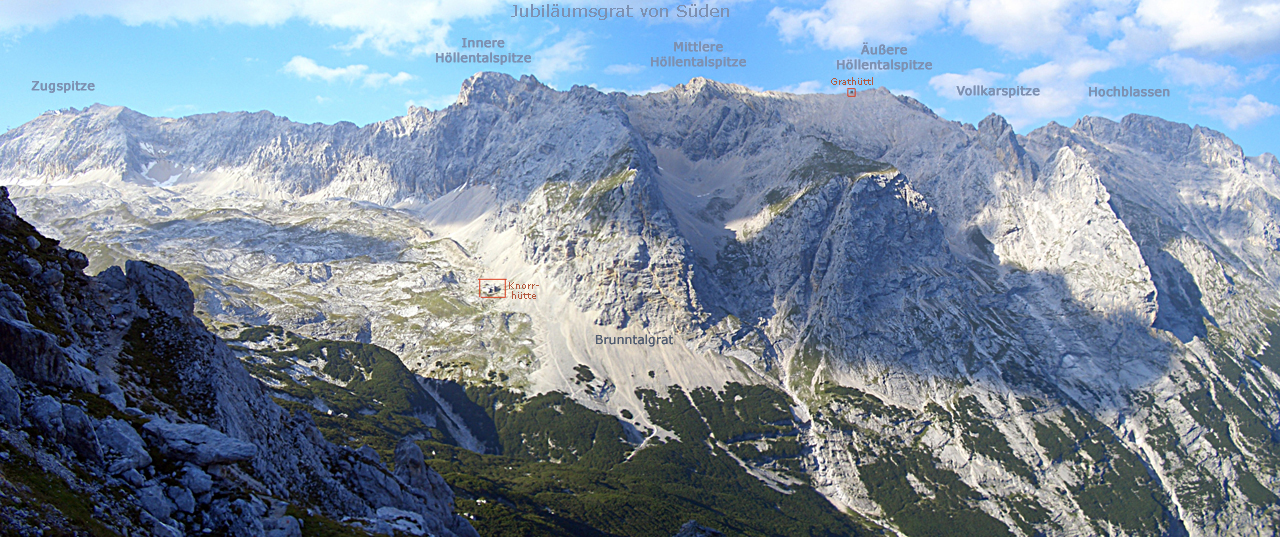
Alle drei Höllentalspitzen von Süden
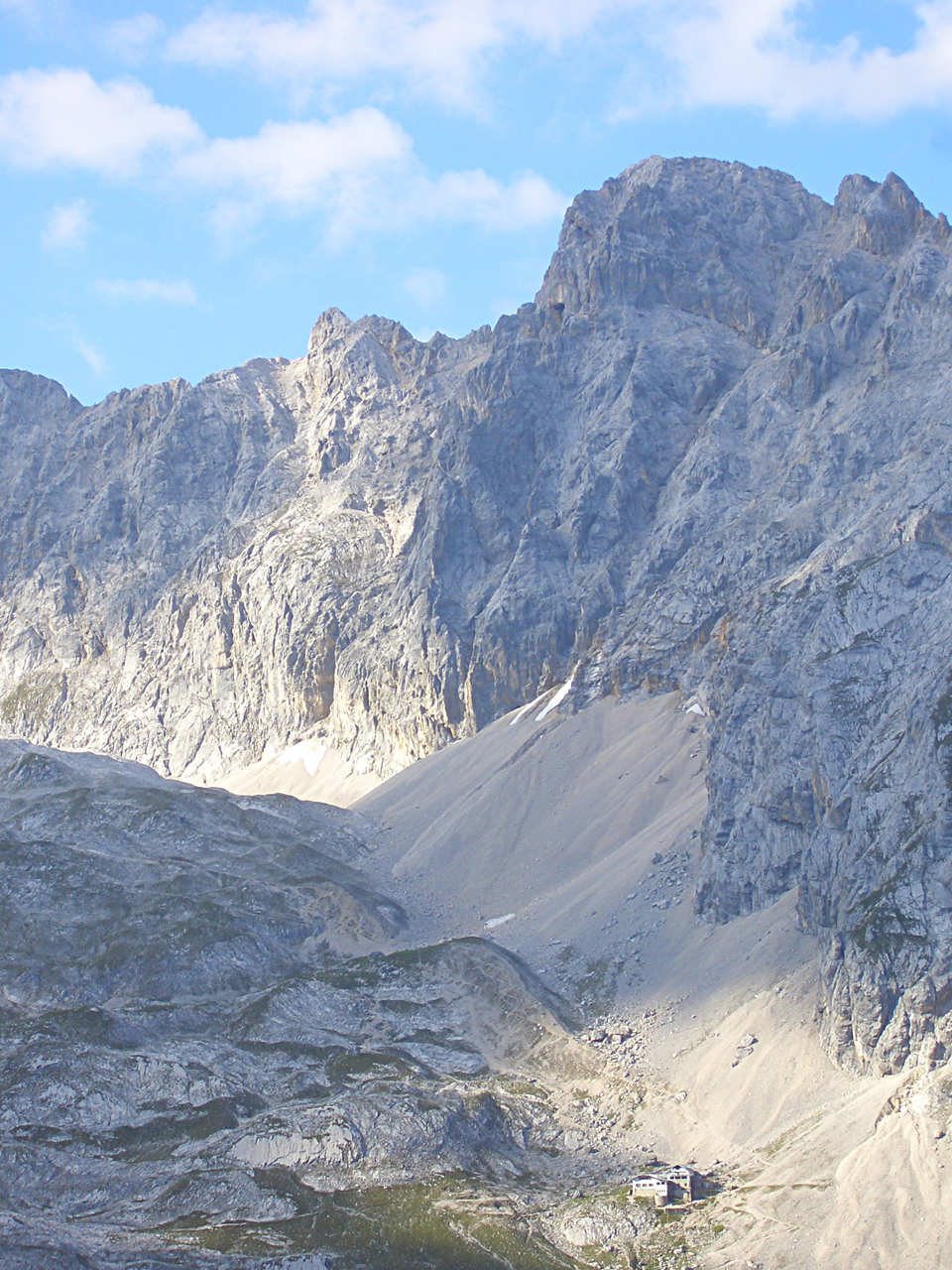
Innere Höllentalspitze von Süden
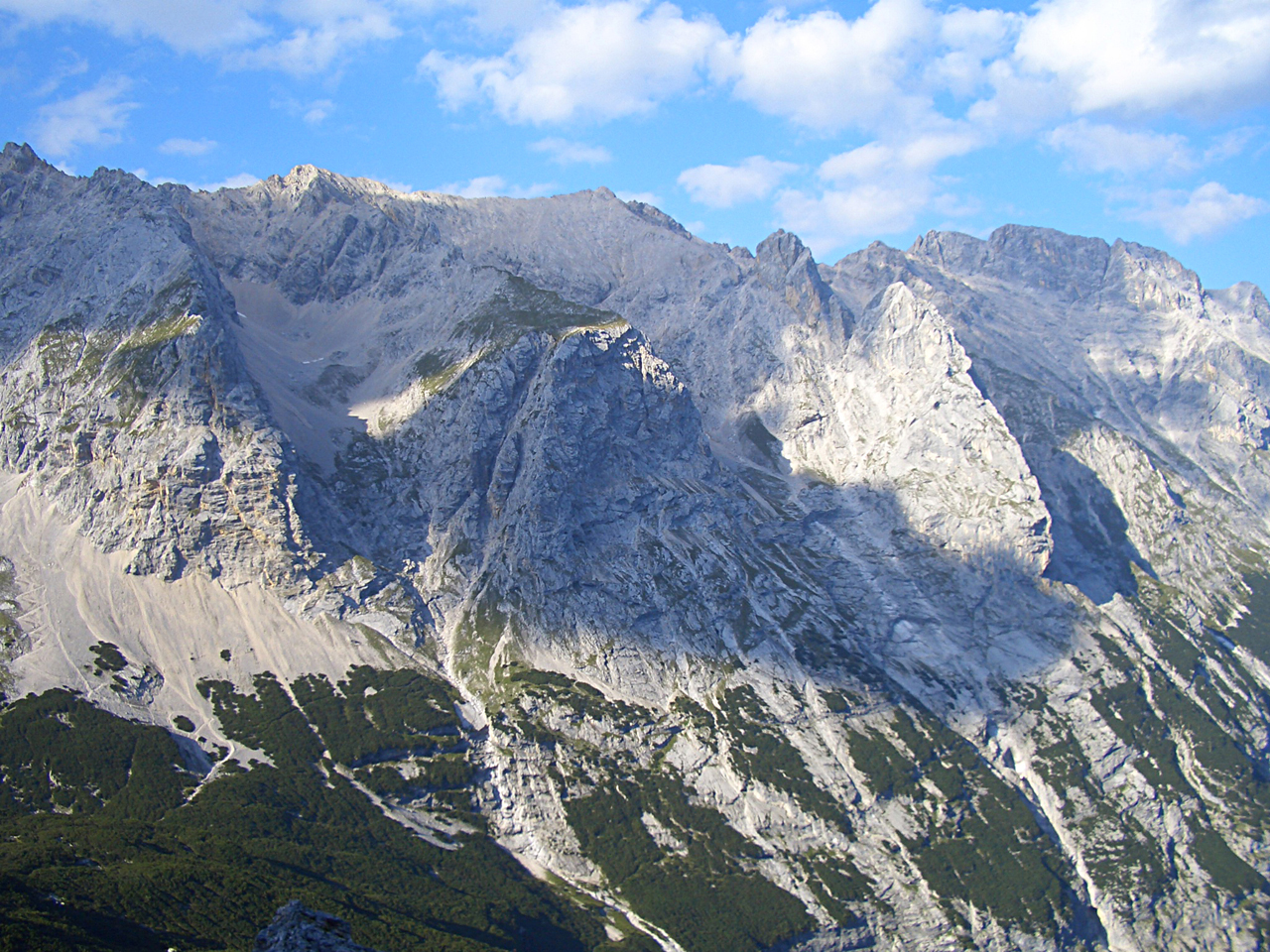
Mittlere und Äußere Höllentalspitze von Süden
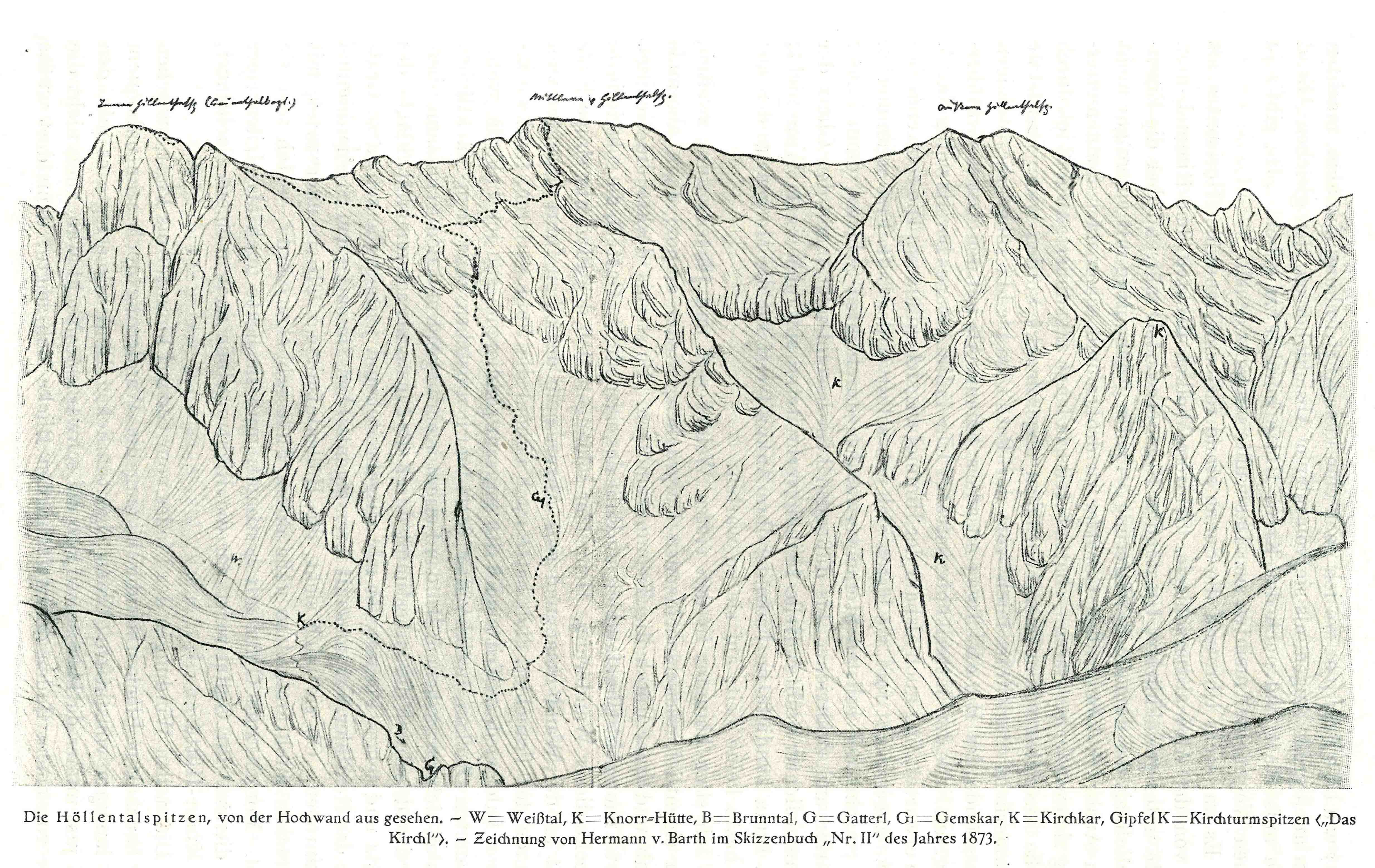
Höllentalspitzen (Jubiläumsgrat) von Süden. Zeichnung von H. v. Barth 1873